# مانويل تادرس
مانويل تادرس (بالإنجليزية: Manuel Tadros)‏ من مواليد 30 سبتمبر 1956 في القاهرة في مصر، وهو ممثل كندي من أصول مصرية مسيحية، وهو كاتب القصة وكاتب الأغنية والملحن وممثل أداء صوتي وكوميدي.
أتشهر بتمثيله بدور إسكندر السادس في المقطع للفيلم القصير أساسنز كريد ، ومثل الدور الصوتي في لعبة أساسنز كريد 2 وأساسنز كريد: برذرهود.

## وصلات خارجية
- مانويل تادرس على موقع IMDb (الإنجليزية)
- مانويل تادرس على موقع قاعدة بيانات الأفلام العربية
- مانويل تادرس على موقع ألو سيني (الفرنسية)
- مانويل تادرس على موقع ميوزك برينز (الإنجليزية)
- مانويل تادرس على موقع أول موفي (الإنجليزية)
- مانويل تادرس على موقع ديسكوغز (الإنجليزية)
- مانويل تادرس على موقع قاعدة بيانات الفيلم (الإنجليزية)
- مانويل تادرس على موقع كينوبويسك (الروسية)